# Arnold Gehlen
Arnold Gehlen (Lipsia, 29 gennaio 1904 – Amburgo, 30 gennaio 1976) è stato un filosofo, antropologo e sociologo tedesco.

## Biografia
Arnold Gehlen studiò filosofia, germanistica, storia dell'arte, fisica e zoologia prima a Colonia, poi a Lipsia. Durante i suoi studi, gli autori che lo influenzarono maggiormente furono il suo maestro Hans Driesch, Nicolai Hartmann e soprattutto Max Scheler.
Dopo la laurea nel 1927, nel Luglio 1930 Gehlen ottenne la libera docenza in filosofia con uno scritto dal titolo Wirklicher und unwirklicher Geist. Nel 1933 sostituì Paul Tillich, che fu costretto dal regime nazista ad emigrare negli Stati Uniti, presso l'Università di Francoforte. Nel 1934, a trent'anni, divenne professore ordinario all'Università di Lipsia acquisendo la cattedra che fu di Hans Driesch, costretto a pensionamento anticipato.
Nel 1938 insegnò all'università di Königsberg e successivamente a Vienna dal 1940, finché fu richiamato dalla Wehrmacht, una prima volta nel 1941 come "Kriegsverwaltungsrat" (corrispondente al grado di maggiore), e poi nuovamente nel 1943, allorché, con il grado di "Leutnant" (tenente), fu ferito gravemente.
Si parla sempre, riguardo a Gehlen, di rapporti "controversi" con il regime nazista; in realtà, come molti docenti, nel 1933 egli si iscrisse volontariamente al Partito Nazionalsocialista Tedesco dei Lavoratori e in questo c'è poco di controverso; varie testimonianze lo vogliono un entusiasta, soprattutto nei primi anni: le sue posizioni conservatrici ben si sposavano con le idee del nuovo regime. Tuttavia dai suoi studi non emergono forme di propaganda: la sua opera maggiore, L'Uomo, demolisce a conti fatti ogni predilezione per la razza ariana.
Dopo essere stato sottoposto alla denazificazione insegnò presso l'Accademia Statale di Scienza Amministrativa di Spira. Noti esponenti della cultura tedesca del secondo dopoguerra, tra cui i francofortesi Adorno e Horkheimer, fecero pressione affinché non gli venisse attribuita una cattedra all'Università di Heidelberg, con l'accusa di essere stato un opportunista che, come precedentemente indicato, fece carriera subentrando a collegni rimossi dall'incarico per motivi razziali. Continuò ad insegnare alla Università di tecnologia di Aachen fino al pensionamento come professore emerito, nel 1969. Morì ad Amburgo pochi giorni dopo il suo settantaduesimo compleanno.

## L'uomo
Der Mensch. Seine Natur und seine Stellung in der Welt (L'uomo. La sua natura e il suo posto nel mondo) viene pubblicato per la prima volta nel 1940, per poi giungere ad una sesta edizione profondamente riveduta e corretta negli anni '70.
Considerato uno dei classici dell'antropologia filosofica, è la base teorica su cui si costruisce l'intero pensiero gehleniano.

## L'essere umano come totalità organica
L'esigenza filosofica di Gehlen è quella di pensare l'uomo e i modi della sua esperienza e della rappresentazione in una indivisibile unità: l'uomo non è considerato diviso in termini di corpo e anima, o corpo e spirito, o, seguendo lo schema di comprensione dell'idealismo trascendentale kantiano, come vivente una realtà che si sdoppia in fenomeno e realtà in sé. Per guadagnare l'unità nella costituzione umana, Gehlen elabora una formulazione biologica dell'uomo, quella di totalità organica, che considera l'unione dei molteplici caratteri umani e la loro relazione, senza accordare un ordine gerarchico tra gli organi costituenti, in modo tale da non assegnare un carattere costitutivo dell'uomo a un singolo tratto della sua esistenza. Con la nozione di totalità organica, cioè, Gehlen considera i vari componenti dell'uomo collegati in maniera tale che non si possa isolare un elemento componente (che sia la mente, il linguaggio, la mano, il pensiero astratto, etc.) e porlo come principio individuante e costituente per l'uomo, creando così una gerarchia ontologica tra i componenti.
Soltanto superando il dualismo corpo-spirito si può eliminare ogni tendenza metafisica e giungere ad una definizione di uomo che sia unitaria. In linea con questo intento, egli attinge alle scienze più diverse, dall'etologia alla psicologia cognitiva, dalla biologia alla neurologia, per studiare le tante strutture organiche dell'uomo. Configura quindi in termini di circuiti a retroazione le relazioni tra le varie componenti organiche, linguistiche e tecniche, per cui non sussiste una piena autonomia di una singola struttura, ma si deve sempre parlare di sistema umano. Tuttavia anche il sistema rintracciato nel singolo individuo umano è a sua volta parte organica del sistema socio-culturale della comunità umana: il comportamento e le rappresentazioni del singolo individuo, cioè, si risolvono nel sistema sociale di appartenenza. A sua volta il sistema della comunità umana espleta la propria esistenza in un sistema superiore costituito dall'unione con l'ambiente naturale d'esistenza. Le varie parti del sistema sono dunque interconnesse e direttamente correlate, non si può dunque parlare di una scissione in seno ai caratteri costituenti del mondo. Ogni struttura è condizione necessaria per l'esistenza del sistema stesso, quindi anche per le altre strutture, con cui non risulta più in opposizione. Così, grazie al pensiero cibernetico, ogni dualismo metafisico nel pensare l'essere umano, che sia quello corpo-spirito, individuo-società, natura-cultura, risulta irricevibile.

## L'attività come principio di determinazione: il divenire storico del mondo e dell'uomo
Il superamento della visione metafisica nella determinazione della realtà umana - come ad es. quelli espressi nei dualismi realtà fenomenica-realtà in sé, oppure mondo delle idee-mondo sensibile, o quella mente-corpo - , diverrebbe possibile mediante la sua teoria dell'azione. L'azione, l'attività, intesa come ciò che si realizza, non può essere colta, secondo Gehlen, come atto statico e definito una volta per tutte, cioè tramite una categoria metafisica - corpo, spirito, natura, cultura, etc. - che si determina a partire dai principi logici di identità e del terzo escluso, e che quindi è determinabile a priori in base alle categorie già esistenti, già date, ma racchiude in sé la dimensione del divenire, non orientata teleologicamente. L'attività è infatti per definizione un cambiamento di stato, una relazione temporale, cioè una trans-formazione. In questo senso Gehlen può dunque definire l'uomo come l'essere che agisce (handelndes Wesen): poiché a differenza degli altri esseri, come gli animali che sono guidati dal mero istinto, egli non ha un comportamento specie-specifico, cioè il suo comportamento non è condotto da stimoli scatenanti endogeni o esogeni, ma può ritrarre, procrastinare o dare libero sfogo alla sua azione, secondo i suoi bisogni o le sue volontà. Non esiste quindi uno schema universale di comprensione dell'attività umana, come in Kant, bensì questo si dà storicamente. Inoltre, l'uomo è costretto a prendere posizione verso se stesso (zu sich selbst Stellung nehmen), poiché egli non tanto vive, quanto dirige la propria vita (er lebt nicht, er führt sein Leben). Ma dire che l'uomo è l'essere dell'azione, significa dire che egli è caratterizzato dall'incompiutezza (Unfertigkeit) che affonda le sue radici nella struttura fisica della nostra specie.

## Le relazioni mondane dell'uomo: l'essere carente e il bisogno di stabilizzazione del mondo
L'uomo non ha dunque, a differenza dell'animale, una relazione con il suo ambiente (Umwelt) impostata una volta per tutte a livello istintuale, codificata geneticamente, ma è propriamente un animale storico, in quanto le sue determinazioni mondane appaiono dettate dalle sue attività stabilite storicamente. Se l'animale ha nella sua relazione con l'ambiente un comportamento stabile, fissato - tramite processi di adattamento - secondo dinamiche istintuali, l'uomo non ha un ambiente proprio, e di conseguenza un comportamento istintuale. Riprendendo le tesi di von Uexküll, Gehlen sostiene dunque la mancanza nell'uomo di salde relazioni con l'ambiente in cui è inserito, che lo costringerebbero necessariamente a condurre la sua condotta verso la produzione di condizioni maggiormente favorevoli alla sua sopravvivenza. In questo senso il filosofo tedesco può definire l'uomo come animale carente (Mängelwesen), in quanto è un essere indeterminato in relazione al suo ambiente, privo di organi e funzioni "specializzate", e anzi diviene egli stesso costruttore del suo mondo. Se gli animali sviluppano, secondo un processo di adattamento all'ambiente, un comportamento e degli organi specializzati in relazione all'ambiente d'esistenza - come una pelliccia in relazione ad ambienti freddi, o la facoltà di arrampicarsi in relazione alla vita in una foresta - , l'uomo risulta invece un essere indefinito in quanto a organi o comportamenti specifici. Anche da una analisi del suo corredo organico e anatomico, l'uomo appare come un animale disadattato, che cioè non ha sviluppato una risposta adattativa specifica verso un determinato ambiente:
 Gehlen mutua queste concezioni dalle teorie della fetalizzazione e dello sviluppo neotenico dell'uomo, propugnate dall'anatomista olandese Lodewijk Bolk.
Questa teoria - ampiamente sostenuta nel mondo scientifico ancora oggi, ad esempio da Stephen Jay Gould, afferma, in virtù della comparazione tra gli stati fetali delle scimmie e degli uomini, una discendenza non lineare dell'uomo dalle scimmie, ma ipotizza la comparsa di un processo evolutivo collaterale per spiegare la filogenesi e l'ontogenesi umana. Si è infatti osservato che le caratteristiche morfologiche e fisiologiche tipiche dell'uomo sarebbero dei tratti pitecoidi primitivi e non quelli specializzati degli ominoidi, caratteri questi presenti solamente nei feti di queste specie - ad es. la possente dentatura per la masticazione di alimenti stopposi (come le radici), la robustezza del corpo, la peluria diffusa, non sono presenti nell'uomo se non in stati patologici, specie del sistema endocrino che regola, con l'emissione di ormoni, lo sviluppo dell'organismo. Proprio a partire da questa osservazione Bolk desunse la decisiva importanza dell'endocrino per la maturazione dei caratteri peculiari dell'uomo. Uno sviluppo diretto di organi primitivi da organi specializzati sarebbe impossibile secondo le nostre attuali conoscenze, che definiscono l'impossibilità per un animale con organi già specializzati, di tornare ad uno stato evolutivo precedente nella propria linea di discendenza filetica - legge di Dollo. Per rispondere a queste questioni è stata formulata da Bolk la teoria neotenica, secondo cui l'uomo manterrebbe i tratti fetali delle scimmie antropomorfe, a fronte di un più ampio spettro di adattabilità ambientale. L'uomo sarebbe dunque un essere indefinito in relazione all'ambiente, ma la sua attività avrebbe permesso di strutturare l'esistenza del singolo individuo umano in relazione alle condizioni ambientali in cui è gettato (Essere e tempo).
A partire da queste condizioni, prodotte da diverse variabili storicamente affermate, l'uomo avrebbe poi prodotto e tramandato, grazie a un sistema di aggregazione comunitario, il proprio ambiente. Questa concezione della relazione uomo-ambiente collima inoltre con le teorie del parto prematuro stabilizzato (secondo la quale il neonato sarebbe "una sorta di 'fisiologico' parto prematuro"), e della primavera extra-uterina (per cui il primo anno di vita sarebbe "un anno embrionale extra-uterino"), elaborate dal biologo Adolf Portmann, che Gehlen condivide. Lo studioso svizzero ha messo in diretta correlazione il periodo di gestazione più corto dell'uomo in confronto a quello delle scimmie antropomorfe - dovuto, a suo dire, all'eccessivo sviluppo del neocortex e conseguentemente della scatola cranica per la cavità uterina per l'atto del parto. La prematurità della nascita avrebbe permesso la capacità del neonato, nel primo anno di vita, di sviluppare comportamenti e rappresentazioni adeguati al proprio ambiente operativo di sviluppo, non assicurati da un sistema istintuale. La formazione dell'individuo umano si completerebbe dunque anche al di fuori del grembo materno, consentendo lo sviluppo di determinate facoltà in relazione a un determinato ambiente d'esistenza. La condizione della mancanza di un sistema istintuale in relazione a un ambiente, implicherebbe quindi la necessità dell'uomo di formulare una risposta adattativa, piegando a proprio vantaggio l'ambiente ostile in cui è immerso, costruendo da sé un ambiente che non è dato. A tal proposito Gehlen può affermare che l'uomo è un animale aperto al mondo, giacché il suo comportamento non è iscritto in un circolo di attività predeterminato su un piano istintuale. Conseguentemente, egli sarebbe costretto a plasmare le proprie rappresentazioni e il proprio comportamento, disciplinando le proprie pulsioni e la propria attività verso uno scopo non fissato istintualmente e non codificato geneticamente.
Per Gehlen quindi non esiste un piano teleologico che ha orientato la storia sociale dell'uomo, una realtà a cui questi era destinato, ma tutte le vicende proprie della sfera sociale umana che si sono sviluppate dalle origini ai giorni nostri sono una somma di atti produttivi che hanno permesso all'uomo di sopravvivere e di sviluppare le proprie facoltà. Si può notare come in questa definizione dell'essere umano non ci sia alcuna determinazione positiva, alcun indirizzo teleologico, ma la sua essenza sia essenzialmente storica giacché ha un fondamento pratico in quanto dipende dalla sua condotta. Questa prospettiva è dunque distante dalla concezione del superuomo, mutuata erroneamente da Nietzsche, che il nazismo voleva promuovere. Al contrario Gehlen riprende il pensiero nietzschiano senza stravolgerlo, quando definisce l'uomo come essere incompiuto, ovvero l'animale non ancora definito (das noch nicht festgestellte Tier). Ciò si rifà alla famosa tesi sostenuta all'inizio dello Zarathustra secondo cui l'uomo sarebbe "un cavo teso tra la bestia e il superuomo". Con questa citazione tuttavia egli vuole affermare solo l'imprescindibile essenza storica dell'uomo, che in base alla sua condotta d'esistenza e alle sue relazioni mondane diviene altro da sé, senza però affermare una necessaria evoluzione umana. Anzi, come Nietzsche anche Gehlen denuncia lo stato di decadenza in cui sarebbe sprofondata la società occidentale. Queste critiche emergono negli studi sugli sviluppi storici delle relazioni mondane, in particolar modo del ruolo della tecnica e delle istituzioni come fondamento di modus vivendi condivisi,  e della conoscenza e dei modi di rappresentazione della realtà - usando delle metodologie sociologiche e psicologiche - nelle altre sue opere L'uomo nell'era della tecnica. Problemi socio-psicologici della società industriale e Morale e ipermorale: un'etica pluralistica.

## Il circolo dell'azione e la produzione dell'uomo e del mondo
Secondo Gehlen quasi ogni comportamento umano è sempre appreso e mai immediatamente disponibile alla nascita. L'uomo, in quanto carente di relazioni istintuali a un ambiente, deve imparare a padroneggiare il suo sistema motorio e a coordinare l'uso dei suoi sensi per orientarsi nella realtà: in particolare la vista, il tatto e il linguaggio. Il controllo di queste strutture dell'organizzazione funzionale della totalità organica che è l'uomo, permettono di dirigere la propria attività nel mondo e di apprendere informazioni sulla realtà mondana esperita, in vista del controllo dell'ambiente in cui si è gettati. La complicata trama reticolare di relazioni mondane dell'uomo è dunque prodotta da una condotta d'esistenza, che consente la realizzazione dello sviluppo nell'uomo di facoltà e di rappresentazioni non predeterminate, cioè non a priori rispetto all'esistenza, in quanto non fissate istintualmente. È quindi da rigettare, per Gehlen, la dottrina kantiana di un io trascendentale come soggetto conoscente della realtà. Se per il filosofo di Königsberg "l'uomo possiede certe precise forme di pensiero e di conoscenza indipendenti da qualsiasi esperienza e che viceversa diventano possibili in generale solo grazie all'esistenza di queste forme di pensiero e conoscenza date a priori", l'esponente dell'antropologia filosofica ribalta questa concezione, riprendendo le posizioni adottate dall'epistemologia evoluzionistica, e asserendo una formazione tramite l'attività, o l'esperienza, degli schemi di rappresentazione e d'interpretazione della realtà esperita.
Al pari dunque delle strutture corporee - secondo la teoria dell'evoluzione - anche ciò che per Kant sono le categorie trascendentali a priori, e che oggi chiameremmo strutture cognitive, si trasformerebbero nel tempo con il variare delle condizioni d'esistenza dell'uomo e del suo ambiente. In questo modo Gehlen espunge ogni tipo di spiegazione che si fondi su una teoria innatista nella costituzione delle relazioni mondane dell'uomo. Se infatti resistono nell'essere umano dei residui istintuali, come la brama di dominio, o delle pulsioni, come la sessualità, queste devono essere orientate: non esiste un oggetto specifico o una modalità specifica verso cui queste si dirigono - come nelle specie animali, in cui gli appetiti e i comportamenti sono codificati geneticamente - ma sono di volta in volta guidate dall'individuo umano a partire dalle proprie condizioni d'esistenza. Per il filosofo di Lipsia è solo dall'esperienza delle proprie condizioni d'esistenza che l'uomo riesce a "plasmare" sé - persino nelle strutture dell'emotività - e il "suo mondo". Attraverso l'interazione delle proprie funzioni sensoriali, del linguaggio e del suo sistema motorio, cioè quel che Gehlen definisce il circolo dell'azione, in quanto si determina come un circuito di trasmissione di informazioni, l'uomo realizza la capacità di conseguire una retroazione dall'orientamento del proprio agire, che si configura come ritorno di informazione dal suo rivolgersi agli oggetti, agli enti mondani, in vista del successo della propria azione. Con la sua azione dunque l'uomo trans-forma sé e il "suo mondo", in quanto gli enti mondani retroagiscono su di lui. Con questa concezione Gehlen rifiuta il dualismo aristotelico soggetto-oggetto per spiegare la relazione dell'uomo al mondo che lo circonda, ma anzi promuove il paradigma del circuito a retroazione della teoria dei sistemi come modello per l'interpretazione delle relazioni che si producono tra elementi in seno ad una totalità. Questo paradigma è ripreso per spiegare anche le relazioni tra l'individuo e la società, e per lo sviluppo di rappresentazioni e comportamenti condivisi, cioè le istanze culturali.

## La cultura come seconda natura dell'uomo e l'esonero come attività agevolante
Per la stabilizzazione del rapporto con l'ambiente ha giocato un ruolo fondamentale la vita collettiva umana. Questa nuova modalità di esistenza ha permesso di tramandare tra più generazioni di uomini gli elementi che hanno consentito la trasformazione delle condizioni d'esistenza a proprio vantaggio. Se l'uomo può conoscere il mondo soltanto attraverso l'azione - e è in virtù di questa che può modificare secondo le proprie necessità le condizioni in cui è inserito - è solo grazie alla possibilità di comunicare l'esito positivo di una determinata attività - condizione, questa, promossa dalla sua esistenza comunitaria - che ha consentito all'uomo di sviluppare un sistema di conoscenze e rappresentazioni condivise, ovvero una cultura. Sotto il nome di cultura Gehlen sussume tutti gli elementi prodotti artificialmente come il linguaggio, gli utensili, la conoscenza tecnica, le tradizioni, le istituzioni, etc. atti a modificare a proprio vantaggio le condizioni d'esistenza. Il filosofo tedesco definisce a tal proposito la cultura come la seconda natura dell'uomo: ciò è interpretabile in due modi, sia perché, al pari dell'ambiente naturale, definisce le determinazioni storiche dell'uomo, sia perché, allo stesso modo del logos, costituisce lo sviluppo umano. In questo quadro d'insieme la conoscenza tecnica sarebbe stata una condizione necessaria alla separazione dai vincoli ambientali e alla conseguente produzione di nuove forme umane di esistenza. Con lo sviluppo della tecnica, può inoltre svilupparsi una categoria antropologica di primaria importanza per la condotta dell'uomo: il meccanismo degli esoneri (Entlastungen, da ent-lasten, ex-onerare, liberare da un peso). Un esonero  è un'attività agevolante, in genere legata a un oggetto tecnico - come un utensile o una macchina - o un comportamento codificato - come quello promosso da una istituzione, che permette al singolo individuo di non impiegare tempo nel pensare a come superare una condizione mondana, ma risolverla senza dissipare energie, che possono quindi essere impiegate per altre attività. "Componente vitale di questo meccanismo è l'abitudine, che creando schemi comportamentali fissi, allevia l'individuo da continue e reiterate risposte agli stimoli ambientali, economizzando energia in vista di più alte e complesse prestazioni." Ciò avrebbe permesso di dispiegare le facoltà peculiari dell'uomo, come il pensiero astratto.

## Le istituzioni
Anche le istituzioni hanno a che fare con l'esonero: se la sopravvivenza dell'essere umano è legata a doppio filo con la disciplina, queste sono, per Gehlen, necessarie in un senso profondo che non contempla una vera e propria libertà, o meglio la libertà si configura come una sorta di autodisciplina, come esercizio del sé. Se infatti la relazione con la natura, quella che lo fa stare al mondo, la sua condizione d'esistenza, non è regolata istintivamente, l'uomo deve necessariamente orientare il suo comportamento, senza soluzione di continuità, verso una stabilizzazione del suo mondo. Per questo la sua azione non è libera, ma sottostà a questo onere. Inoltre la non libertà dell'uomo si può predicare anche in un altro senso. L'uomo infatti esiste non come singolo ma come gruppo sociale - in principio per rispondere all'onere della stabilizzazione del suo mondo. Solo le azioni promosse ed approvate dal gruppo sono dunque accettate e disponibili per l'individuo. In questo senso le istituzioni costituiscono la bussola che guida il processo storico dell'esistenza della società. Le istituzioni infatti regolerebbero le relazioni mondane, e in generale le relazioni con l'ambiente e tra gli individui. Sarebbero dunque necessarie alla vita sociale e alla sopravvivenza stessa dell'uomo. Gehlen vede nella decadenza delle istituzioni, maturata nel corso di quella che definisce l'era della tecnica - periodo storico sviluppatosi dal XIX secolo, con l'affermazione della produzione industriale di massa e caratterizzato dalla formazione di una sovrastruttura socio-culturale costituita dallo sviluppo unitario delle conoscenze scientifiche, delle applicazioni tecniche e dello sfruttamento industriale - un segno del progressivo disfacimento della cultura e della società preindustriale. Gehlen approfondisce, in particolare, gli aspetti di "complessificazione" e "intellettualizzazione" del mondo caratteristici del mondo tecnico-scientifico che tendono progressivamente a estraniare e alienare gli uomini dalla realtà. In un mondo sempre più specializzato e complesso, l'uomo ordinario non riesce più a dargli un senso e a comprenderlo. Per questo l'uomo cerca conforto nei vari "media", i quali lo aiutano a orientarsi grazie, però, all'uso di schemi interpretativi semplicistici e approssimativi: «nel mare magnum delle realtà odierne l'unica risorsa sono le fonti secondarie, le quali ci vengono addirittura incontro sotto forma di immagini e di caratteri a stampa, in tutte le gradazioni della veridicità. E ne abbiamo bisogno per procurarci nell'oceano della sicurezza una bienfaisante certitude» (benefica certezza).
Questa "sovrastruttura tecnica", che ormai si determina come un processo automatizzato, avrebbe acquisito maggior rilievo delle istituzioni classiche, esautorandole e, de facto, soppiantandole. Tuttavia la sua finalità sarebbe indifferente al senso etico, cioè all'assicurazione di relazioni mondane stabili, ma regolerebbe le strutture umane solo in vista del profitto di pochi e del consumo.

## Critica
L'opera gehleniana, nel suo complesso inscrivibile nella tradizione del pensiero conservatore tedesco, ha avuto grande fortuna. Nella Germania degli anni Cinquanta e Sessanta, il dibattito culturale non poteva che essere critico nei confronti del passato, quello stesso passato di cui Gehlen rappresentava una sorta di continuità. Tuttavia, dagli anni Settanta ha avuto una notevole influenza sulla "sociologia dei sistemi" di Niklas Luhmann.
Nell'ambito della Scuola di Francoforte, ad esempio, il dibattito è stato aperto e diretto, sia con Adorno, con il quale si ricorda un famoso dibattito televisivo, sia con Habermas, che ne condannò la visione politica in diverse occasioni..

## Opere selezionate
- Wirklicher und Unwirklicher Geist (1931)
- Theorie der Willensfreiheit (1933)
- Der Mensch. Seine Natur und seine Stellung in der Welt (1940)
- Urmensch und Spätkultur. Philosophische Ergebnisse und Aussagen (1956)
- Die Seele im technischen Zeitalter (1957)
- Zeit-Bilder. Zur Soziologie und Ästhetik der modernen Malerei (1960)
- Moral und Hypermoral. Eine pluralistische Ethik. (1969)

## Libri tradotti in italiano
- Antropologia filosofica e teoria dell'azione (traduzione dell'opera: Philosophische Anthropologie und Handlungslehre), Guida, 1990, ISBN 978-88-7835-024-3
- Le origini dell'uomo e la tarda cultura (traduzione dell'opera: Urmensch und Spätkultur), Il Saggiatore, 1994, ISBN 978-88-428-0183-2
- Sociologia ed estetica della pittura moderna (traduzione dell'opera: Zeit-Bilder. Zur Soziologie und Ästhetik der modernen Malerei), Guida, 2011, ISBN 978-88-6042-898-1
- Morale e ipermorale. Un'etica pluralistica (traduzione dell'opera: Moral und Hypermoral. Eine pluralistische Ethik), OmbreCorte, 2001, ISBN 978-88-87009-20-0
- L'uomo nell'era della tecnica. Problemi socio-psicologici della civiltà industriale (traduzione dell'opera: Die Seele im technischen Zeitalter), Milano, 1967. Seconda ed. con prefazione di Antimo Negri, Milano, 1984.
- Prospettive antropologiche. L'uomo alla scoperta di sé (traduzione dell'opera: Anthropologische Forschung), Il Mulino, 2005, ISBN 978-88-15-10512-7
- L'uomo. La sua natura e il suo posto nel mondo (traduzione dell'opera: Der Mensch. Seine Natur und seine Stellung in der Welt), Mimesis, 2010, ISBN 978-88-575-0236-6